# Mohamed Mustafa
Mohamed Mustafa (19 febbraio 1996) è un calciatore sudanese, portiere del Al-Merrikh e della nazionale sudanese.

## Carriera

### Club
Ha giocato nella prima divisione sudanese.

### Nazionale
Il 5 dicembre 2015 debutta con la nazionale sudanese in occasione del match di Coppa CECAFA perso ai rigori contro l'Etiopia.
Nel gennaio 2022 viene incluso nella lista finale dei convocati per la Coppa delle nazioni africane 2021.

## Statistiche
Statistiche aggiornate al 19 gennaio 2022.

### Cronologia presenze e reti in nazionale
| Cronologia completa delle presenze e delle reti in nazionale ― Sudan | Cronologia completa delle presenze e delle reti in nazionale ― Sudan | Cronologia completa delle presenze e delle reti in nazionale ― Sudan | Cronologia completa delle presenze e delle reti in nazionale ― Sudan | Cronologia completa delle presenze e delle reti in nazionale ― Sudan | Cronologia completa delle presenze e delle reti in nazionale ― Sudan | Cronologia completa delle presenze e delle reti in nazionale ― Sudan | Cronologia completa delle presenze e delle reti in nazionale ― Sudan |
| Data                                                                 | Città                                                                | In casa                                                              | Risultato                                                            | Ospiti                                                               | Competizione                                                         | Reti                                                                 | Note                                                                 |
| -------------------------------------------------------------------- | -------------------------------------------------------------------- | -------------------------------------------------------------------- | -------------------------------------------------------------------- | -------------------------------------------------------------------- | -------------------------------------------------------------------- | -------------------------------------------------------------------- | -------------------------------------------------------------------- |
| 5-12-2015                                                            | Addis Abeba                                                          | Etiopia                                                              | 1 – 1 dts (5 - 4 dtr)                                                | Sudan                                                                | Coppa CECAFA 2015 - 1º turno                                         | -1                                                                   | 92’                                                                  |
| 13-6-2021                                                            | Omdurman                                                             | Sudan                                                                | 0 – 1                                                                | Zambia                                                               | Amichevole                                                           | -1                                                                   |                                                                      |
| 2-1-2022                                                             | Yaoundé                                                              | Zimbabwe                                                             | 0 – 0                                                                | Sudan                                                                | Amichevole                                                           | -                                                                    |                                                                      |
| 19-1-2022                                                            | Yaoundé                                                              | Egitto                                                               | 1 – 0                                                                | Sudan                                                                | Coppa d'Africa 2021 - 1º turno                                       | -1                                                                   | 46’                                                                  |
| 29-3-2022                                                            | Dar es Salaam                                                        | Tanzania                                                             | 1 – 1                                                                | Sudan                                                                | Amichevole                                                           | -1                                                                   |                                                                      |
| 4-6-2022                                                             | Nouakchott                                                           | Mauritania                                                           | 3 – 0                                                                | Sudan                                                                | Qual. Coppa d'Africa 2023                                            | -3                                                                   |                                                                      |
| 8-6-2022                                                             | Omdurman                                                             | Sudan                                                                | 2 – 1                                                                | RD del Congo                                                         | Qual. Coppa d'Africa 2023                                            | -1                                                                   |                                                                      |
| 26-9-2022                                                            | Bahir Dar                                                            | Etiopia                                                              | 2 – 2                                                                | Sudan                                                                | Amichevole                                                           | -2                                                                   |                                                                      |
| 23-1-2023                                                            | Costantina                                                           | Sudan                                                                | 0 – 3                                                                | Madagascar                                                           | Campionato delle nazioni africane 2022                               | -3                                                                   |                                                                      |
| 23-3-2023                                                            | Franceville                                                          | Gabon                                                                | 1 – 0                                                                | Sudan                                                                | Qual. Coppa d'Africa 2023                                            | -1                                                                   | 83’                                                                  |
| 27-3-2023                                                            | Omdurman                                                             | Sudan                                                                | 1 – 0                                                                | Gabon                                                                | Qual. Coppa d'Africa 2023                                            | -                                                                    |                                                                      |
| 20-6-2023                                                            | Agadir                                                               | Sudan                                                                | 0 – 3                                                                | Mauritania                                                           | Qual. Coppa d'Africa 2023                                            | -3                                                                   |                                                                      |
| 9-9-2023                                                             | Kinshasa                                                             | RD del Congo                                                         | 2 – 0                                                                | Sudan                                                                | Qual. Coppa d'Africa 2023                                            | -2                                                                   |                                                                      |
| Totale                                                               |                                                                      | Presenze                                                             | 14                                                                   |                                                                      | Reti                                                                 | -19                                                                  |                                                                      |

## Palmarès

### Club

#### Competizioni nazionali
- Coppa di Sudan: 2

Al-Merrikh: 2015, 2016